# Hallein
Hallein leži približno 10 km južno od Salzburga, ob bregovih reke Salzach in ob vznožju masiva Untersberg, blizu meje z Nemčijo. Z 20.000 prebivalci je drugo največje mesto avstrijske zvezne dežele Salzburg in pomembno industrijsko središče. Ime Hallein izvira iz besede Hall, kar po keltsko pomeni soline in nakazuje na zgodovinsko pomembnost dejavnosti pridobivanja soli v teh krajih. V Halleinu je več let prebival in delal Franz Xaver Gruber, skladatelj svetovno znane božične pesmi Stille Nacht (Sveta noč), ki je tu umrl in je v mestu tudi pokopan.
Mesto je znano po rudniku soli v bližnjem Dürrnbergu, po keltih in pivu, ki ga varijo v tukajšnji pivovarni.